# Aeroportul Shelby
Aeroportul Shelby (IATA: SBX, ICAO: KSBX, FAA LID: SBX) este un aeroport din Montana, Statele Unite ale Americii ce deservește zona Shelby⁠(d). Aeroportul a fost tranzitat în 2017 de 4 pasageri. A fost numit după zona deservită.
Situat la o altitudine de 1.049 m, aeroportul dispune de 2 piste.

## Infrastructură

### Piste
Aeroportul dispune de 2 piste. Pista 05/23 are suprafața de asfalt și dimensiunile 5.005 picioare × 75 picioare. Pista 11/29 are suprafața de asfalt și dimensiunile 3.701 picioare × 60 picioare. 